# Bad Romance
"Bad Romance" je pjesma američke pjevačice Lady Gage. Objavljena je 24. listopada 2009. kao prvi singl s njenog drugog albuma The Fame Monster. 